# Davide Cantarello
Davide Cantarello, né le 10 mai 1968, à Mestrino, en Italie, est un joueur italien de basket-ball. Il évolue au poste de pivot.

## Palmarès
- Vainqueur des Jeux méditerranéens de 1993
- Champion d'Italie 1996
- Coupe d'Italie 1996
- Coupe d'Italie de Legadue 2008